# Stade de Luxembourg
Stade de Luxembourg – stadion w mieście Luksemburg (dzielnica Gasperich), pełniący rolę luksemburskiego stadionu narodowego, wybudowany w latach 2017–2021, z trybunami posiadającymi 9386 miejsc siedzących, służący głównie rozgrywkom piłkarskim i rugby.
Budowa nowego stadionu narodowego Luksemburga, mającego zastąpić w tej roli dotychczasowy Stade Josy Barthel, rozpoczęła się 21 sierpnia 2017 (inauguracja budowy odbyła się 18 września 2017). Nowy obiekt powstał na południowych obrzeżach stolicy, przy autostradzie A6. Pierwotnie ukończenie inwestycji planowane było na październik 2019 r., ale prace się przedłużyły i stadion gotowy był dopiero latem 2021 r.. Pierwsza impreza testowa na nowej arenie, w ramach której przy niedużym udziale publiczności (1158 widzów) rozegrano mecz piłkarski drużyn młodzieżowych 2×25 minut, odbyła się 14 lipca 2021. Oficjalne otwarcie miało miejsce 1 września 2021, przy okazji spotkania eliminacji MŚ 2022 Luksemburg – Azerbejdżan (2:1).
Nowy stadion ma typowo piłkarski układ (choć przystosowany jest również do goszczenia meczów rugby), z trybunami położonymi tuż za liniami końcowymi boiska. Trybuny są w pełni zadaszone i otaczają pole gry ze wszystkich stron, tworząc zwartą bryłę w kształcie prostokąta. Z zewnątrz obiekt pokryty jest ozdobną elewacją. Oświetlenie boiska osadzone jest na dachu areny. Pojemność trybun wynosi 9358 widzów.